# Kenneth Griffith
Kenneth Griffith, född 12 oktober 1921 i Tenby, Pembrokeshire, Wales, död 25 juni 2006 i London, var en walesisk skådespelare och dokumentärfilmare. Han medverkade i film från 1940-talet fram till 2001. Hans dokumentärfilmer ansågs ibland mycket kontroversiella, särskilt filmen Curious Journey om IRA.

## Filmografi, urval
- 1947 – Utpressaren
- 1956 – Kompaniets svarta får
- 1958 – Titanics undergång
- 1959 – Dina pengar är mina pengar
- 1959 – Farligt ögonvittne
- 1961 – Heta stålar
- 1962 – Bara två kan leka så
- 1963 – Vilket himla liv
- 1967 – Rösterna
- 1968 – Så tuktas ett lejon
- 1970 – Jane Eyre (TV-film)
- 1994 – Fyra bröllop och en begravning
- 1995 – Engelsmannen som gick upp för en kulle men kom ner från ett berg